# Plasa Vașcău, județul Bihor
Plasa Vașcău a fost una dintre cele douăsprezece plăși ale județul interbelic Bihor. Avea 44 sate și reședința la Vașcău.

## Descriere
Plasa Vașcău a județului interbelic Bihor a funcționat între anii 1918 și 1950. Prin Legea nr. 5 din 6 septembrie 1950 au fost desființate județele și plășile din țară, pentru a fi înlocuite cu regiuni și raioane, unități administrative organizate după model sovietic.